# Club Deportivo Logroño
El Club Deportivo Logroño fou un antic club de futbol espanyol de la ciutat de Logronyo.
Va ser fundat l'any 1922 i desaparegué el 1935. Després de la guerra civil nasqué el clubs successor, el Club Deportivo Logroñés.
Fou campió del Campionat Mancomunat Guipúscoa-Navarra-Aragó l'any 1932 i el 1934.